# Spaghetti
Spaghetti (tiếng Ý: [spaˈɡetti]) là một loại pasta dài, mỏng, đặc, hình trụ. Nó là một thực phẩm thiết yếu của ẩm thực Ý truyền thống. Giống như các loại mì ống khác, mì spaghetti được làm từ lúa mỳ xay, nước, đôi khi được bổ sung thêm vitamin và khoáng chất. Spaghetti của Ý thường được làm từ semolina lúa mỳ cứng. Thông thường mì ống có màu trắng do sử dụng bột mì tinh chế, nhưng có thể thêm bột mì nguyên cám. Spaghettoni là một dạng mì spaghetti dày hơn, trong khispaghettini là dạng mỏng hơn. Capellini là một loại mì spaghetti rất mỏng, đôi khi được gọi thông tục là "mì ống tóc thiên thần".
Ban đầu, mì spaghetti đặc biệt dài, nhưng chiều dài ngắn hơn đã trở nên phổ biến trong nửa sau của thế kỷ 20 và hiện nay nó phổ biến nhất ở độ dài 25–30 cm (10–12 in). Nhiều món pasta dishes dựa trên nó và nó thường được ăn kèm với tương cà chua, thịt hoặc rau.

## Từ nguyên
Spaghetti là số nhiều của từ spaghetto trong tiếng Ý, là dạng rút gọn của spago, có nghĩa là 'sợi mỏng' hoặc 'quanh co'.

## Lịch sử ra đời
Ghi chép đầu tiên về mì ống đến từ Talmud vào thế kỷ thứ 5 sau Công nguyên và đề cập đến mì ống khô có thể được nấu chín bằng cách luộc, có thể mang đi thuận tiện. Một số nhà sử học cho rằng người Ả Rập đã giới thiệu mì ống đến châu Âu trong một cuộc chinh phục Sicily. Ở phương Tây, lần đầu tiên nó có thể được chế tác thành các dạng dài và mỏng ở Sicily vào khoảng thế kỷ 12, như Tabula Rogeriana của Muhammad al-Idrisi đã chứng thực, tường thuật một số truyền thống về vương quốc Sicilia.
Sự phổ biến của mì Ý lan rộng khắp nước Ý sau khi các nhà máy sản xuất mì Ý được thành lập vào thế kỷ 19, tạo điều kiện cho việc sản xuất hàng loạt cho thị trường Ý.
Tại Hoa Kỳ vào khoảng cuối thế kỷ 19, mì Ý được phục vụ trong các nhà hàng với tên gọi Spaghetti Italienne (có thể bao gồm mì được nấu qua al dente, và nước sốt cà chua nhẹ có hương vị các loại gia vị và rau dễ tìm thấy như đinh hương, lá nguyệt quế và tỏi) và mãi cho đến nhiều thập kỷ sau, nó mới được chế biến phổ biến với kinh giới hoặc húng quế.

## Nguyên liệu
Spaghetti được làm từ hạt xay (bột mì) và nước. Spaghetti làm từ lúa mì nguyên hạt và ngũ cốc cũng có sẵn.

## Sản xuất

### Spaghetti tuơi

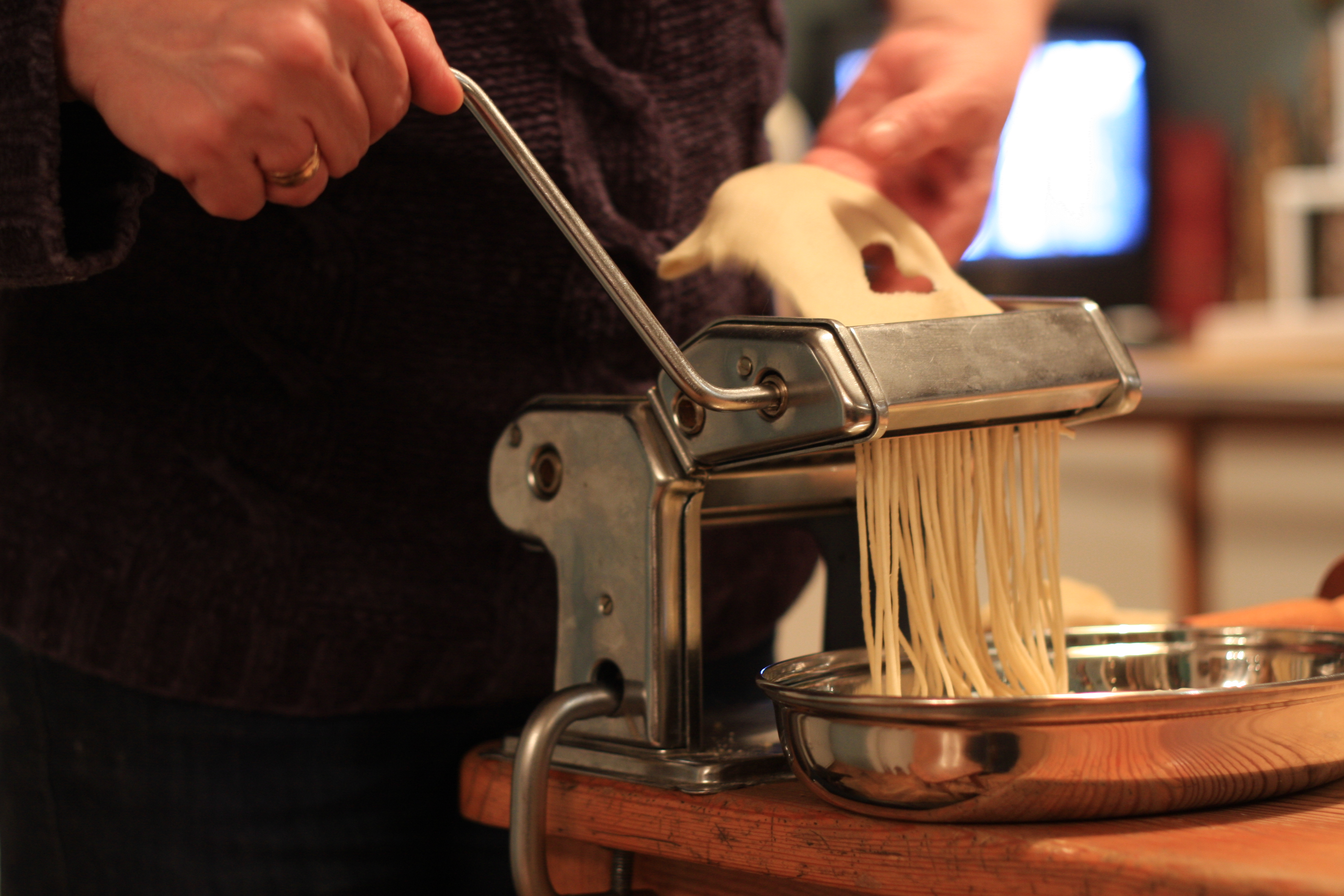
Spaghetti tươi được chế biến bằng máy làm mì ống

Ở mức đơn giản nhất, mì spaghetti giả có thể được tạo thành chỉ bằng một cây lăn và một con dao. Máy làm mì ống tại nhà giúp đơn giản hóa quá trình cán và cắt đồng đều hơn. Mặc dù, tất nhiên, các tấm cắt tạo ra mì ống có mặt cắt ngang hình chữ nhật chứ không phải hình trụ và kết quả là một biến thể của fettuccine. Một số máy làm mì ống có phần đính kèm mì spaghetti với các lỗ tròn để đùn mì spaghetti hoặc các con lăn hình trụ tạo thành sợi mì hình trụ.
Spaghetti có thể được làm bằng tay bằng cách lăn một viên bột trên bề mặt để tạo thành hình xúc xích dài. Các đầu của xúc xích được kéo ra để tạo thành một xúc xích mỏng dài. Các đầu được nối lại với nhau và vòng lặp được kéo để tạo thành hai chiếc xúc xích dài. Quá trình này được lặp lại cho đến khi mì đủ mỏng. Các núm mì ở mỗi đầu bị cắt rời để lại nhiều sợi có thể treo lên cho khô.
Spaghetti tươi thường được nấu trong vòng vài giờ sau khi hình thành. Các phiên bản thương mại của mì spaghetti tươi được sản xuất.

### Spaghetti khô
Phần lớn spaghetti khô được sản xuất tại các nhà máy sử dụng máy đùn trục vít. Mặc dù về cơ bản là đơn giản, quy trình này đòi hỏi sự chú ý đến từng chi tiết để đảm bảo rằng quá trình trộn và nhào các nguyên liệu tạo ra một hỗn hợp đồng nhất, không có bọt khí. Các khuôn tạo hình phải được làm mát bằng nước để tránh làm hỏng mì ống do quá nóng. Quá trình sấy mì spaghetti mới hình thành phải được kiểm soát cẩn thận để tránh các sợi dính vào nhau và để đủ độ ẩm để mì không quá giòn. Bao bì để bảo vệ và trưng bày đã phát triển từ gói giấy đến túi và hộp nhựa.

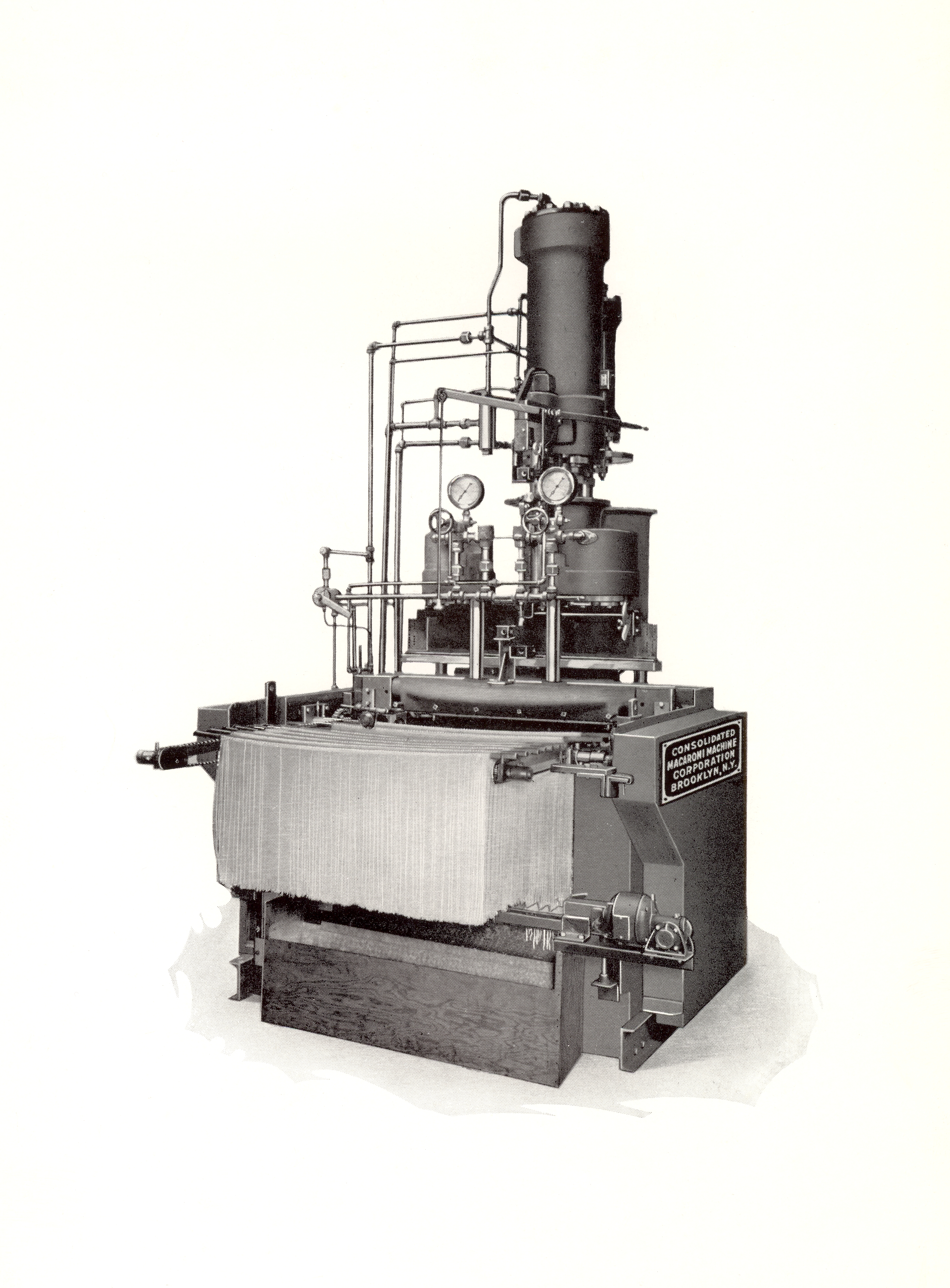
Máy ép thủy lực với máy rải tự động của Consolidated Macaroni Machine Corporation, Brooklyn, New York. Chiếc máy này là chiếc máy đầu tiên trải các sản phẩm bột nhão đã cắt dài lên một thanh phơi.
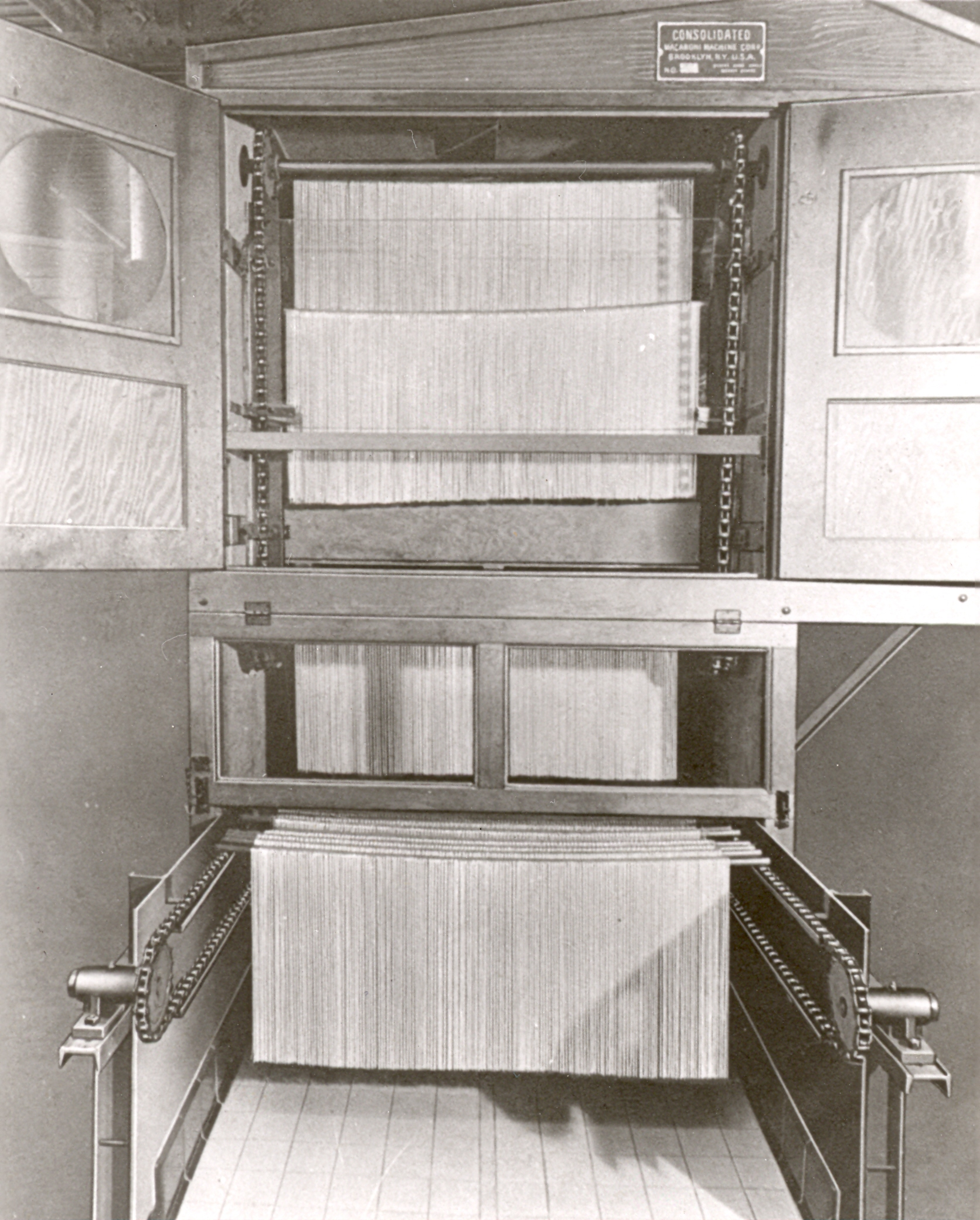
Một máy sấy công nghiệp cho mì spaghetti hoặc các sản phẩm pasta khác, cũng của Consolidated Macaroni Machine Corporation
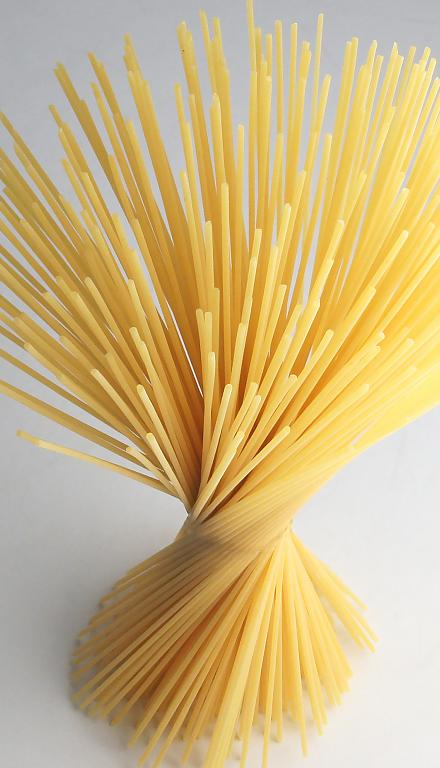
Spaghetti khô
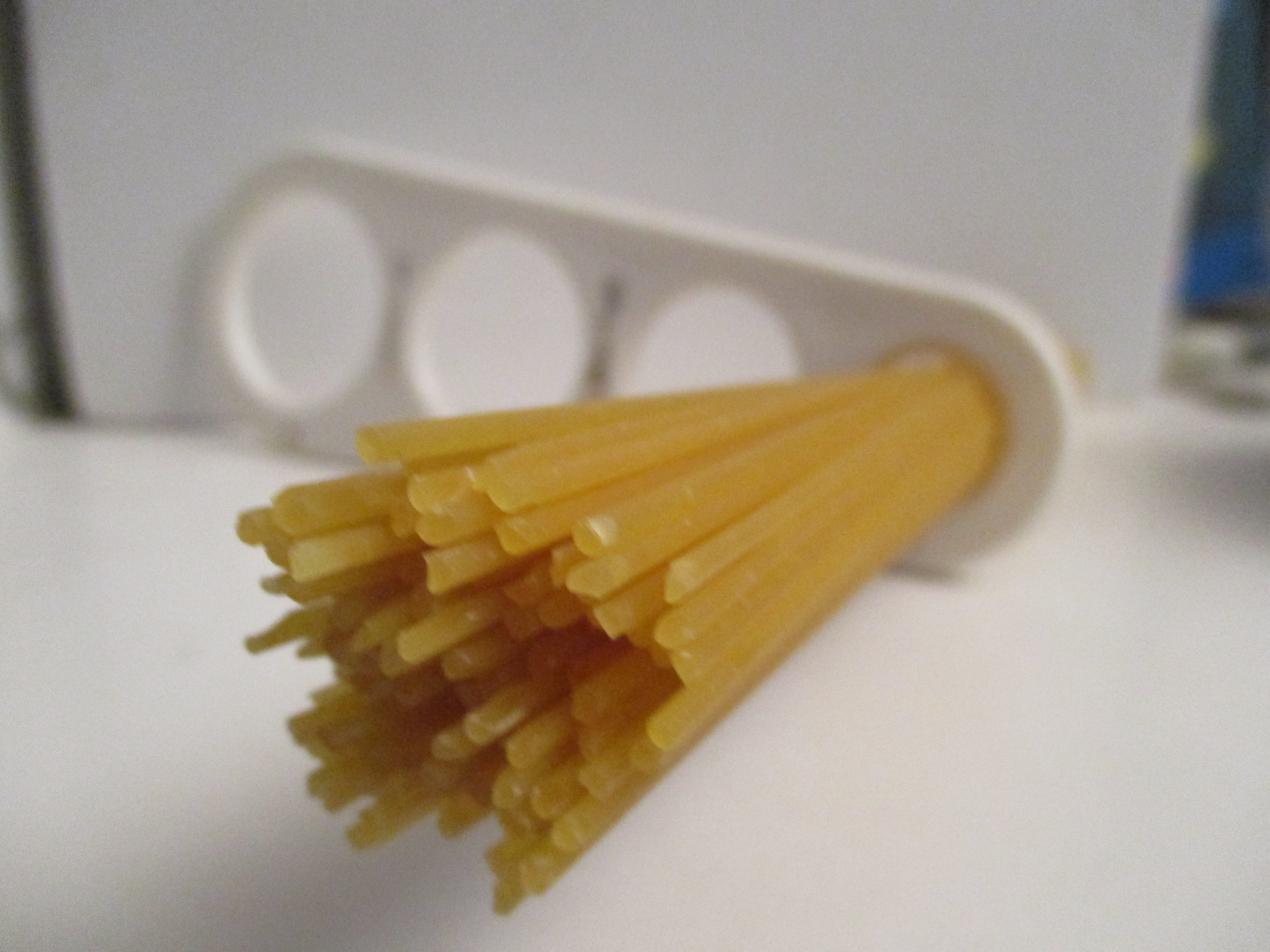
Spaghetti khô được đo bằng "thước spaghetti". Một phần mì khô nặng 116 g (4+1⁄8 oz), gấp đôi lượng một khẩu phần trên bao bì (hình tròn 12 mm hoặc 60 g.). Thước đo có thể chia ra 1, 2, 3 hoặc 4 phần ăn dựa trên đường kính của hình tròn.

## Chuẩn bị
Mì spaghetti tươi hoặc khô được nấu trong một nồi lớn có muối, nước sôi và sau đó để ráo nước trong rổ (tiếng Ý: scolapasta).
Ở Ý, mì spaghetti thường được nấu với al dente (tiếng Ý có nghĩa là "đến tận răng"), chín hoàn toàn nhưng vẫn chắc khi cắn. Nó cũng có thể được nấu chín để mềm hơn.
Spaghettoni là mì spaghetti dày hơn, mất nhiều thời gian hơn để nấu. Spaghettini là một hình thức mỏng hơn, mất ít thời gian hơn để nấu ăn. Capellini là một dạng mỳ spaghetti rất mỏng (nó còn được gọi là "mì sợi tóc thiên thần" hoặc "mì sợi tóc thiên thần") nấu rất nhanh.
Các đồ dùng được sử dụng trong quá trình chuẩn bị mì spaghetti bao gồm muỗng mì spaghetti và kẹp gắp mì spaghetti.

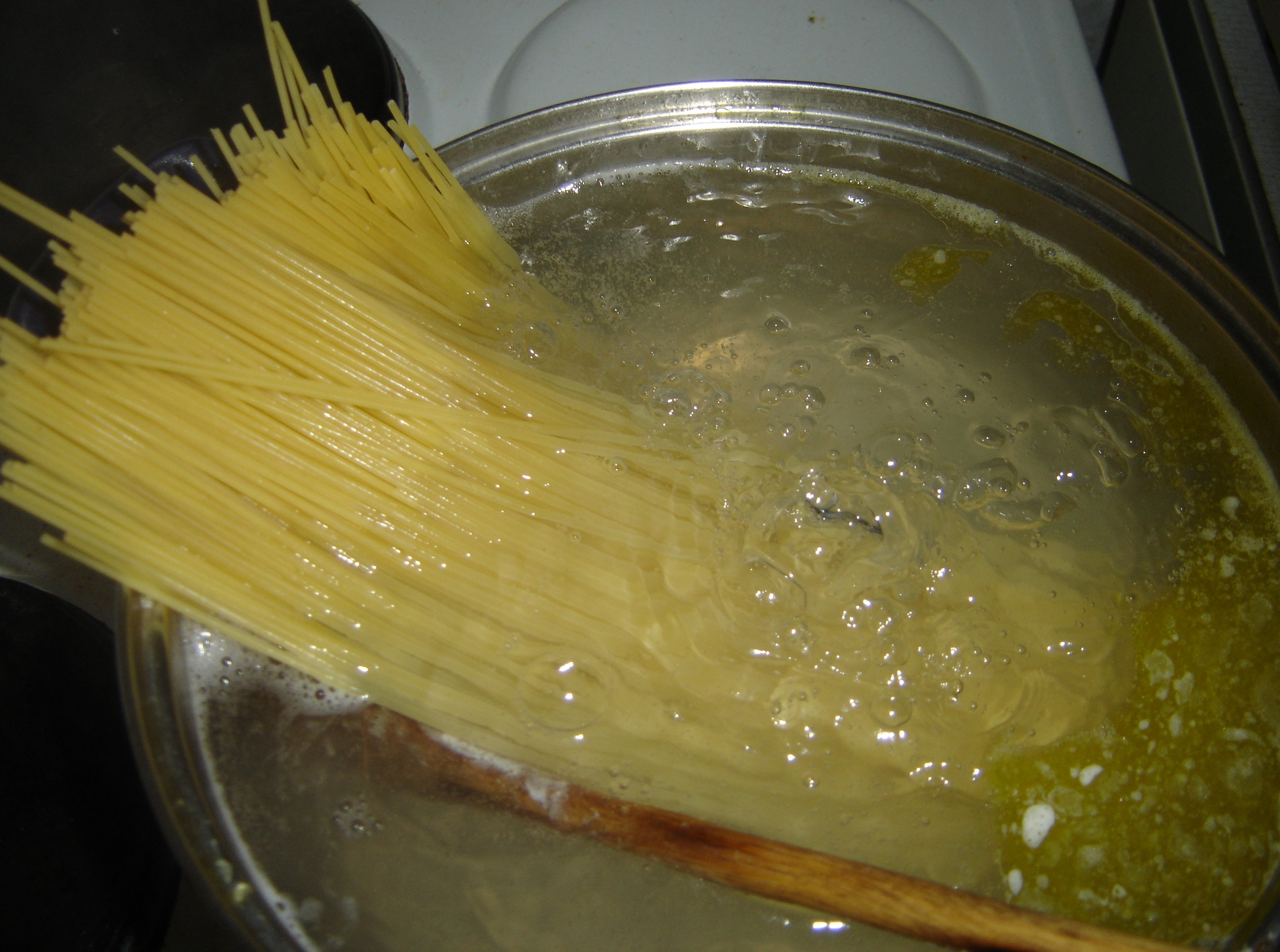
Mỳ Ý đang được cho vào nồi nước sôi để nấu
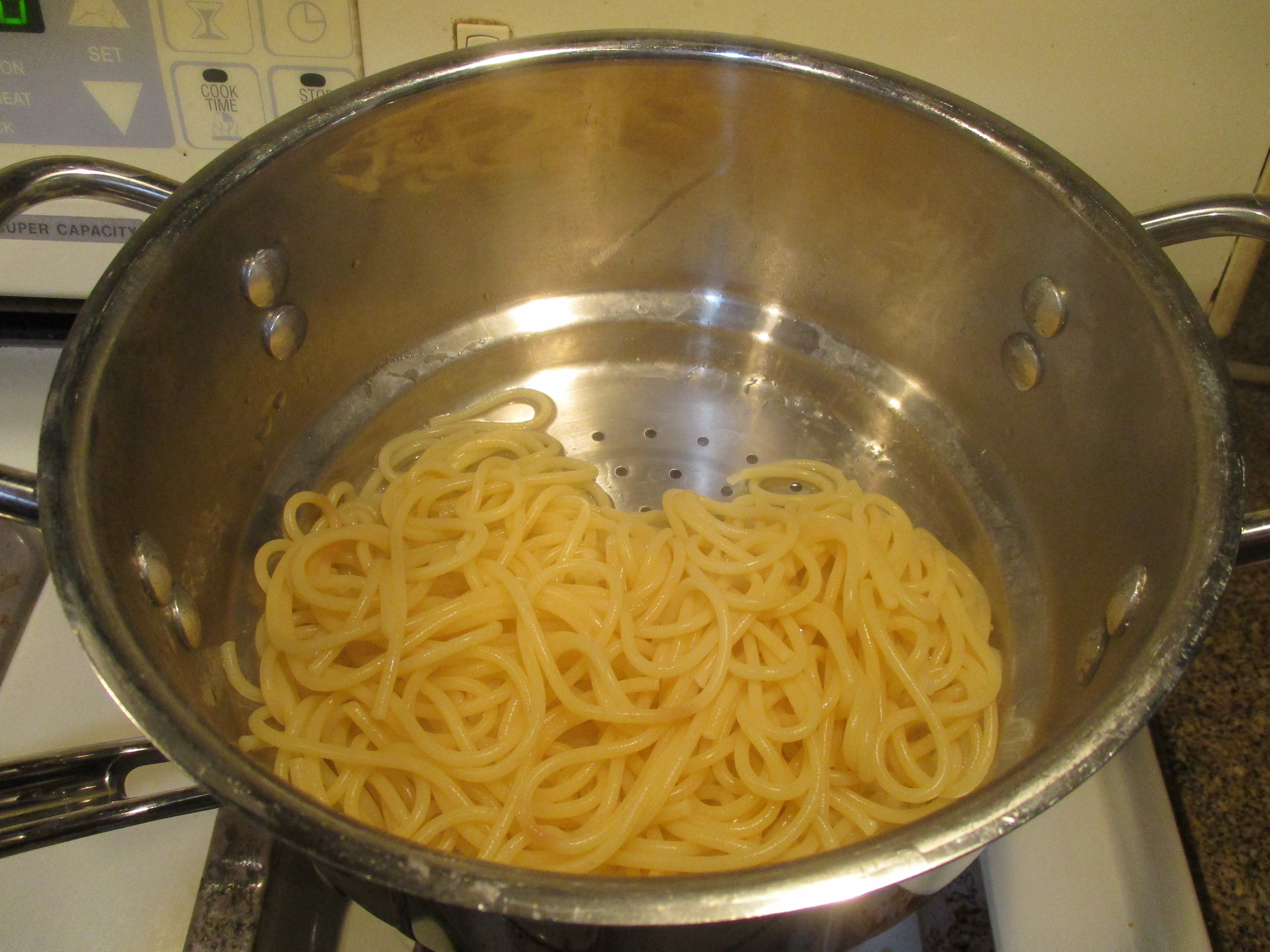
Xả nước từ mì spaghetti luộc
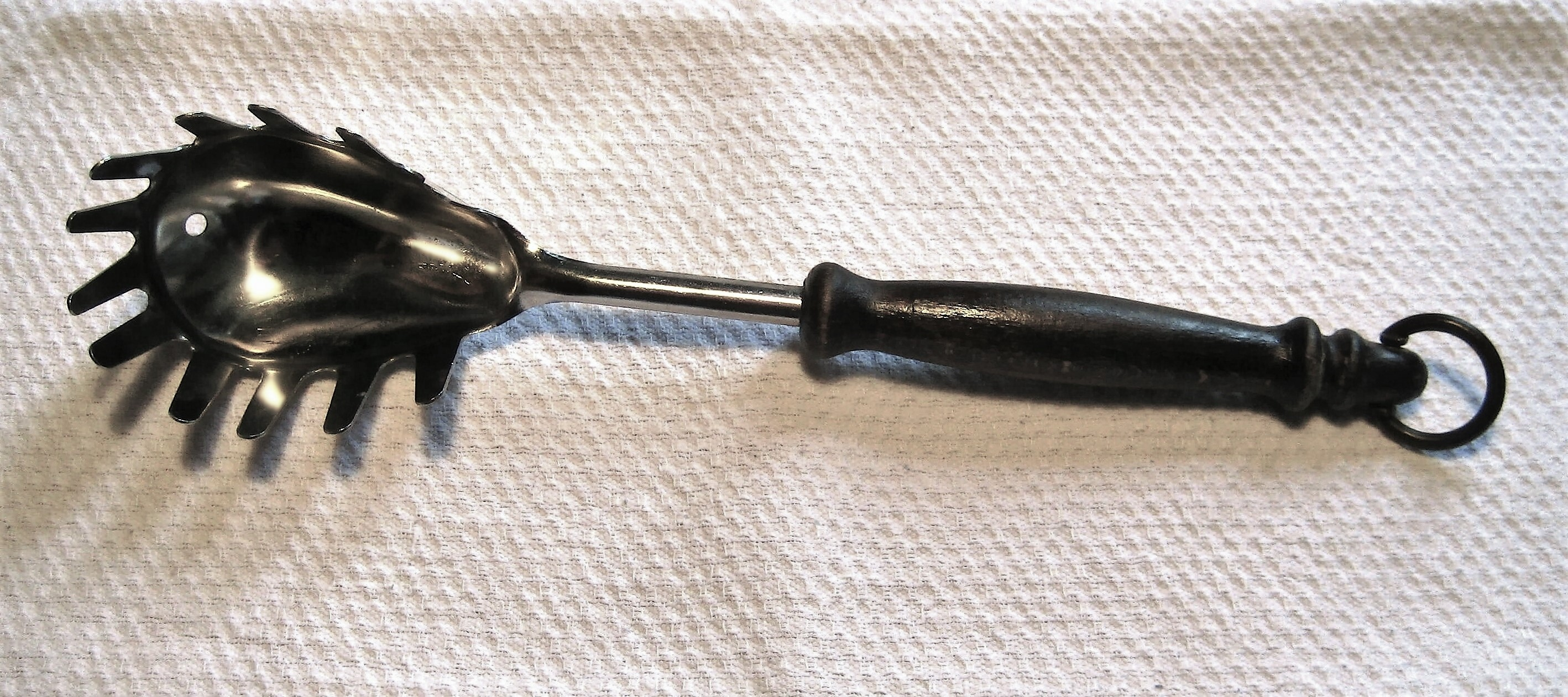
Một muỗng spaghetti
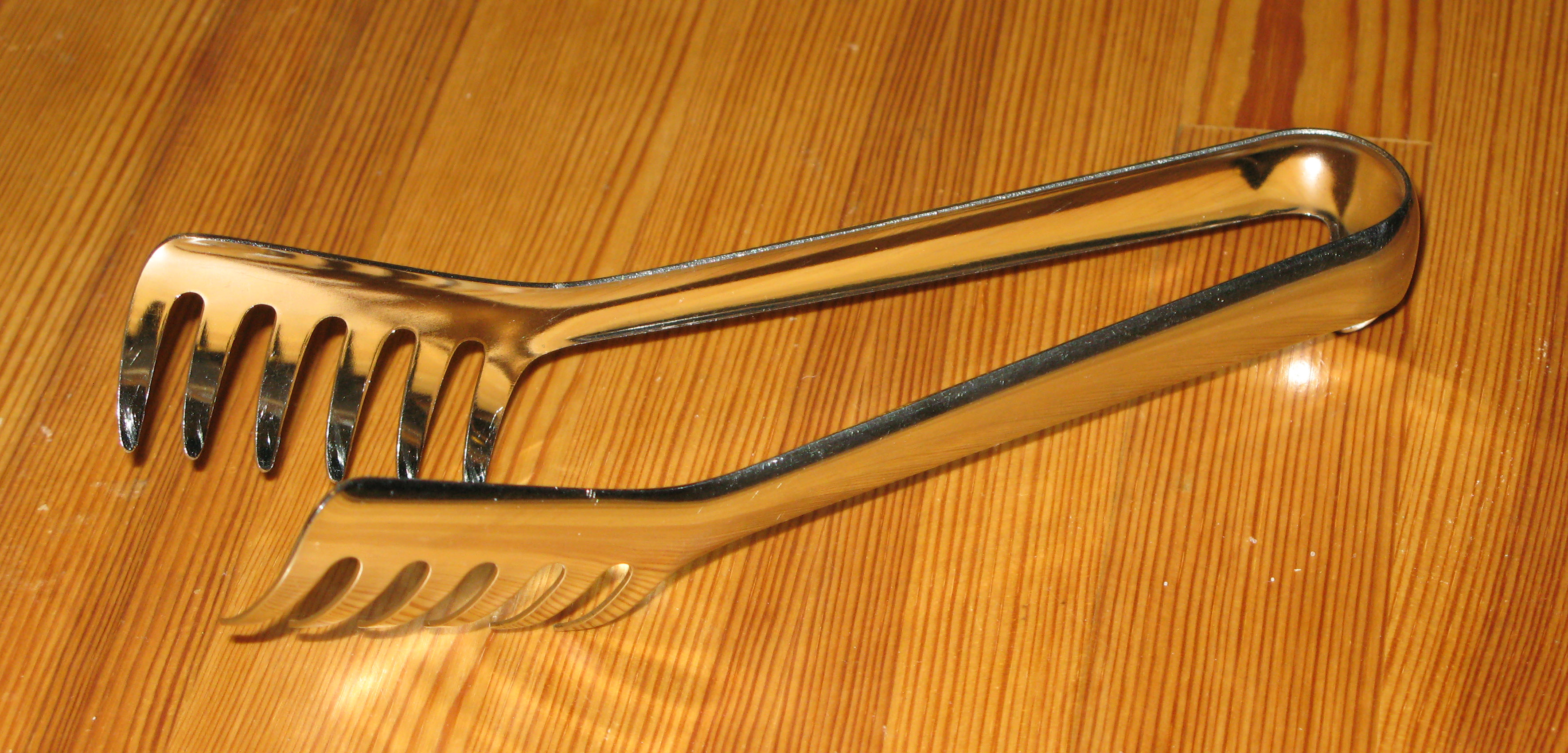
Kẹp gắp mì spaghetti

## Phục vụ

### Các món spaghetti
- Spaghetti aglio e olio – ("mì ống với tỏi và dầu" trong tiếng Ý), một món mì Ý truyền thống đến từ Napoli.
- Spaghetti alla puttanesca – (nghĩa đen là "kiểu mì Ý" trong tiếng Ý), một món mì Ý hơi mặn, có vị hơi mặn được phát minh vào giữa thế kỷ 20. Các thành phần đặc trưng của ẩm thực miền Nam nước Ý: cà chua, dầu ô liu, ô liu, nụ bạch hoa và tỏi.[15]
- Spaghetti alla Nerano – từ làng Nerano, gần Napoli. Với bí xanh chiên và một biến thể địa phương của provolone.
- Spaghetti alle vongole – Tiếng Ý có nghĩa là "mỳ spaghetti với nghêu", nó rất phổ biến khắp nước Ý, đặc biệt là các khu vực trung tâm của nó, bao gồm Rome và xa hơn về phía nam ở Campania (nơi nó là một phần của ẩm thực Napoli truyền thống).
- Spaghetti với thịt viên – một món ăn Mỹ gốc Ý thường bao gồm mì Ý, sốt cà chua và thịt viên.
- Spaghetti Bolognese – mì Ý với Ragù (thịt bò bằm và sốt cà chua).

Các món Spaghetti
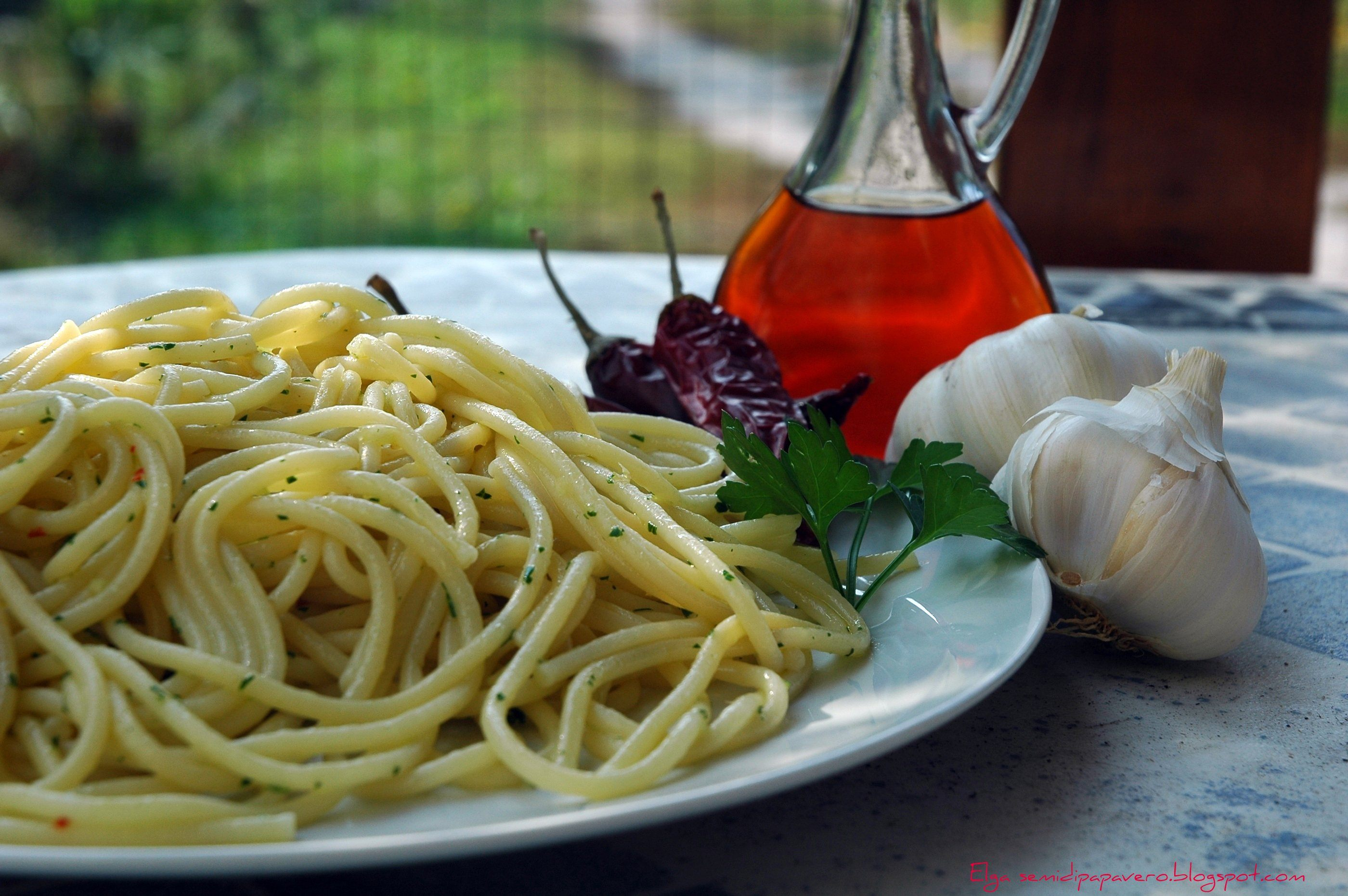
Spaghetti aglio e olio
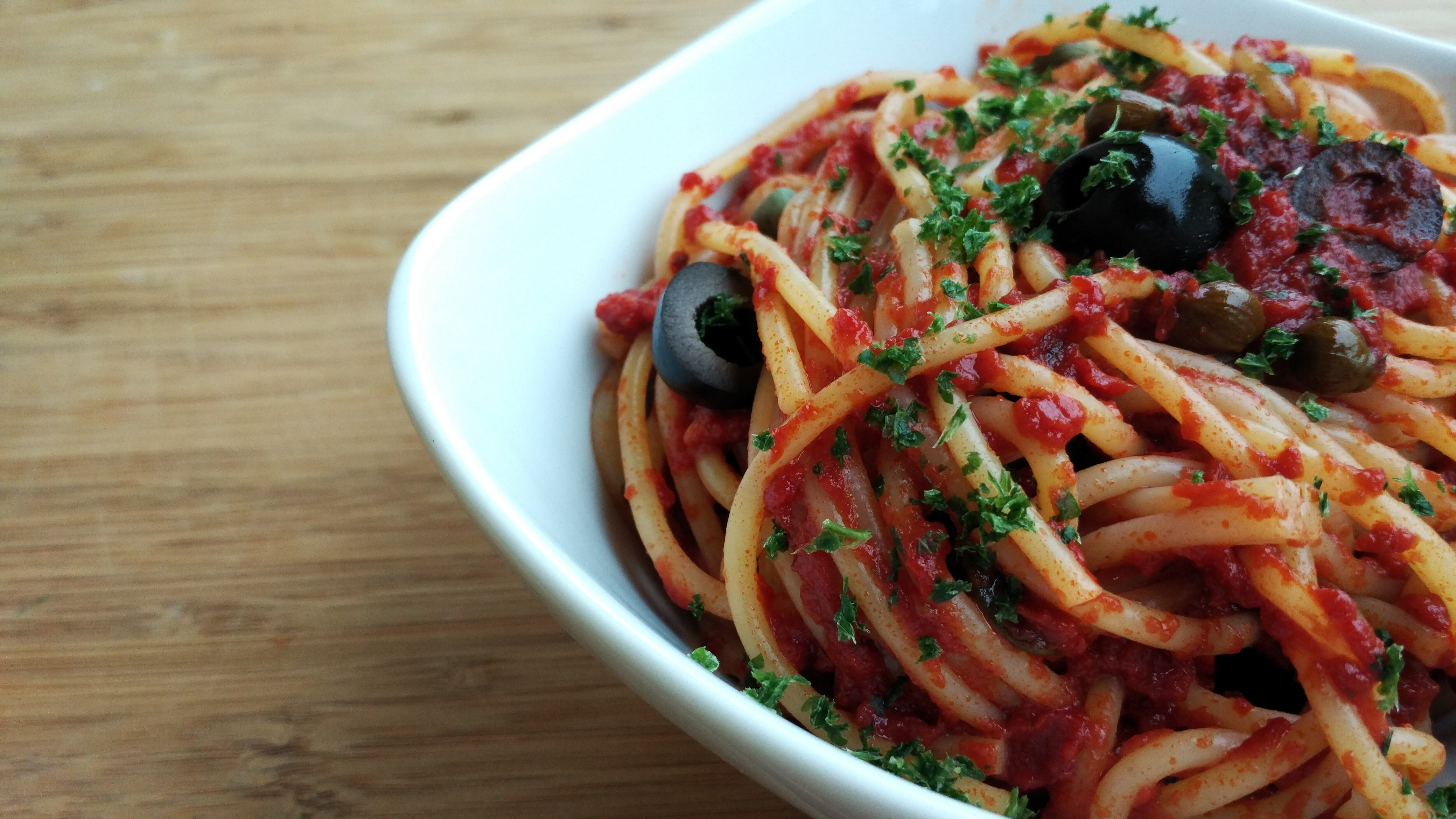
Spaghetti alla puttanesca
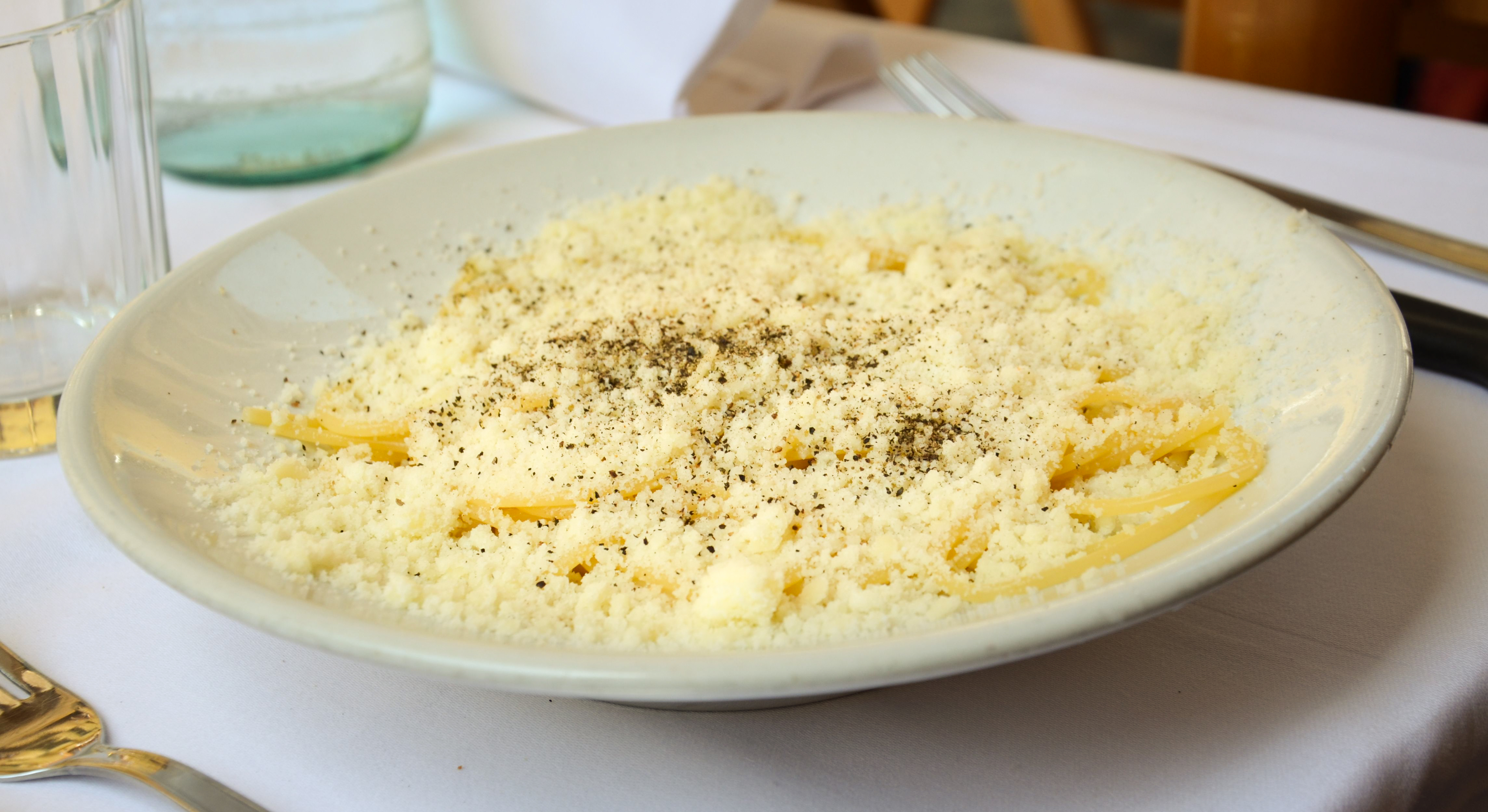
Spaghetti cacio e pepe (phô mai và hạt tiêu) ở một nhà hàng ở Rome
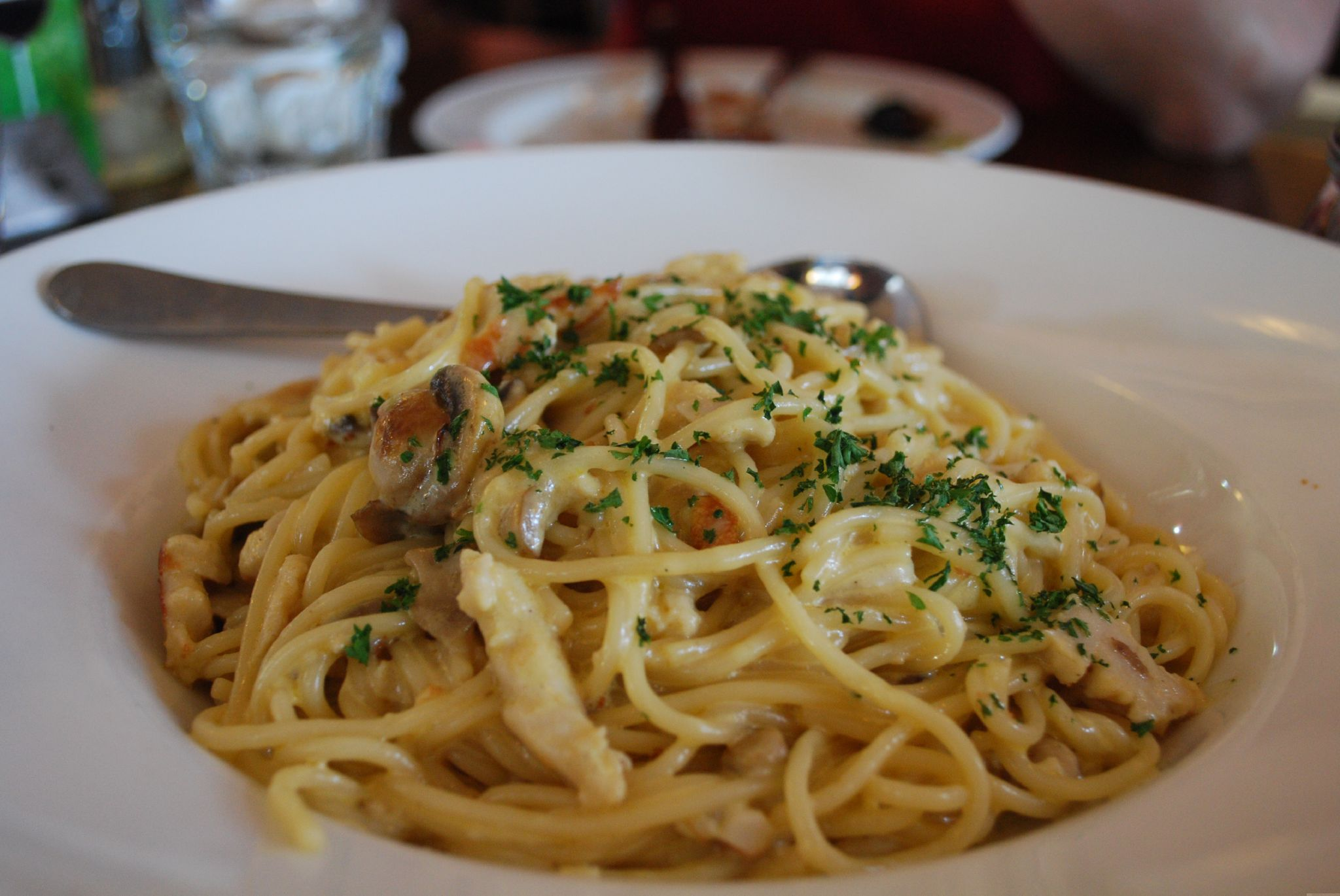
Spaghetti con pollo e funghi
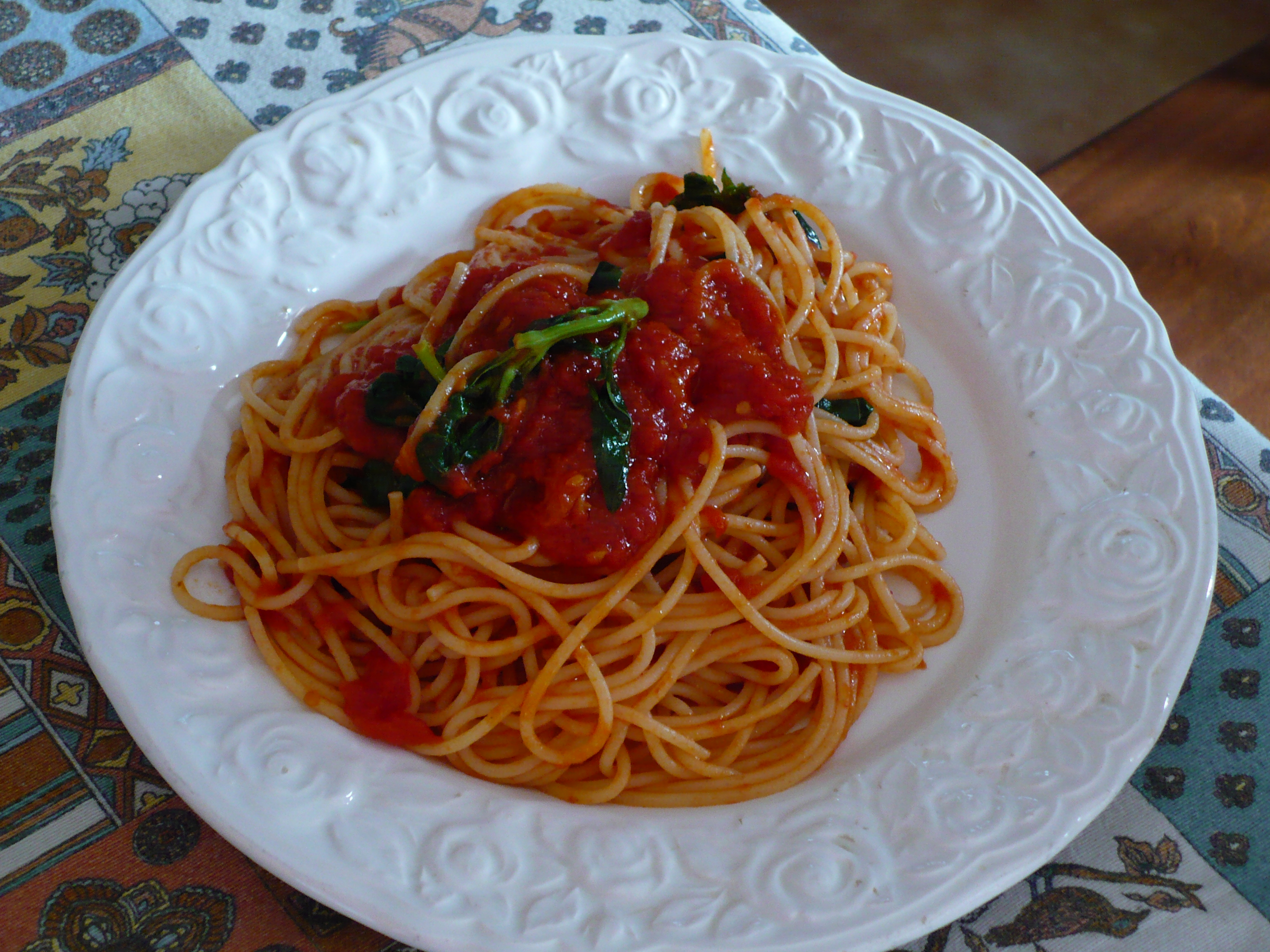
Spaghetti pomodoro & basilico (sốt cà chua và húng quế)
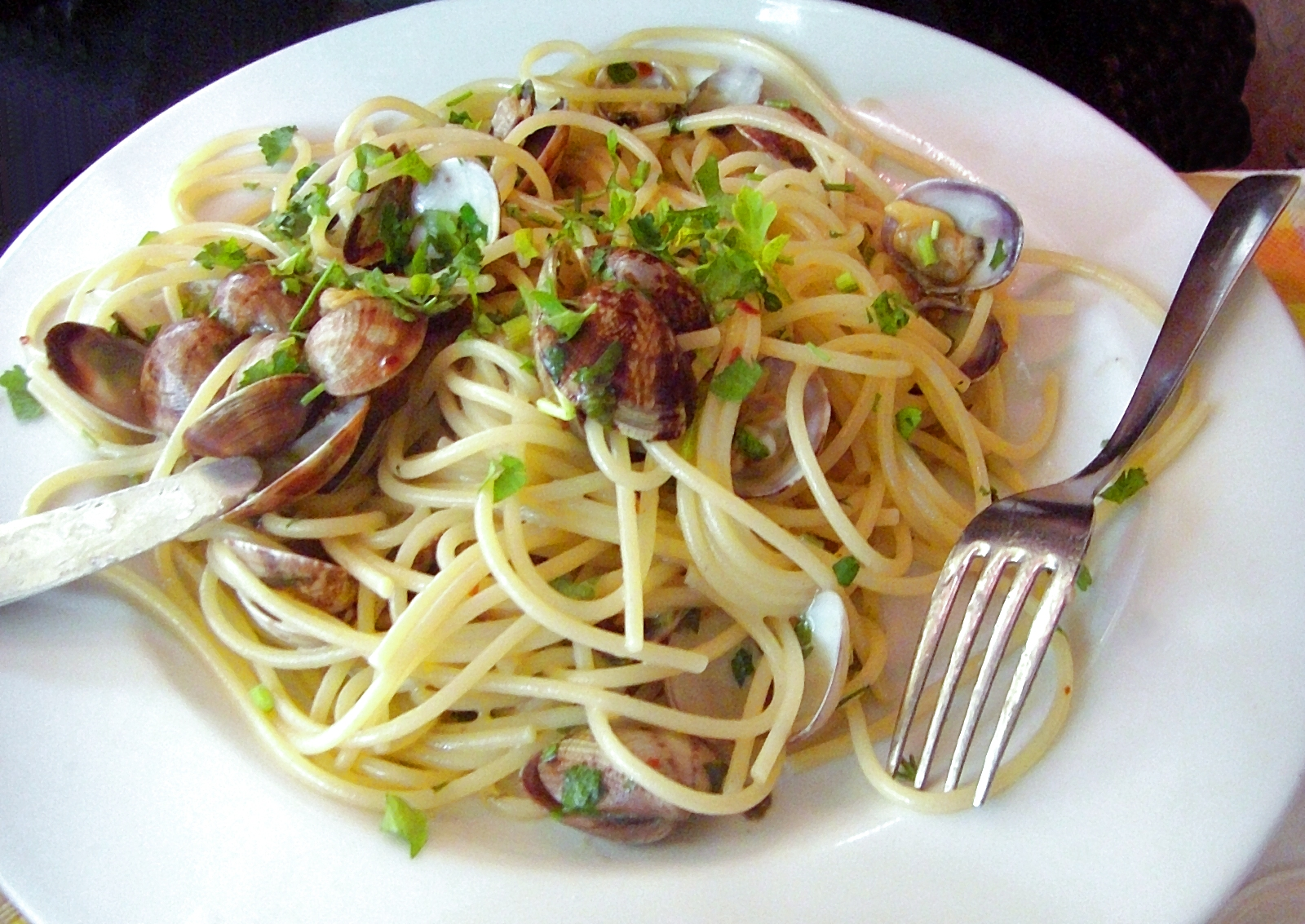
Spaghetti alle vongole
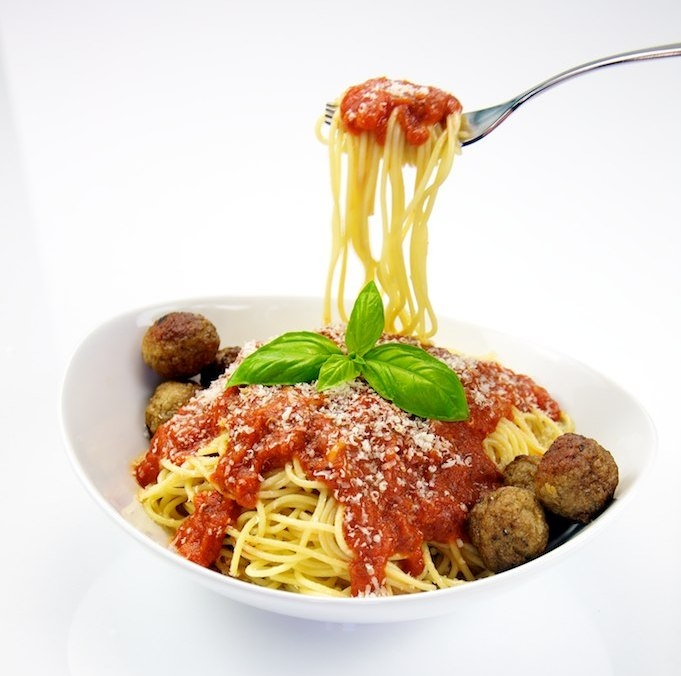
Spaghetti với thịt viên

## Tiêu thụ
Đến năm 1955, lượng tiêu thụ mì spaghetti hàng năm ở Ý tăng gấp đôi từ 14 kilôgam (31 lb) một người trước Thế chiến II lên đến 28 kilôgam (62 pound). Vào năm đó, Ý đã sản xuất 1.432.990 tấn mì spaghetti, trong đó 74.000 là xuất khẩu, và có năng lực sản xuất là 3 triệu tấn.

## Dinh dưỡng
Mì ống cung cấp carbohydrat, cùng với một số protein, sắt, chất xơ, kali và vitamin B. Mì ống chế biến với ngũ cốc lúa mì nguyên hạt cung cấp nhiều chất xơ hơn hơn là được chuẩn bị với bột mì.

## Kỷ lục
Kỷ lục thế giới về bát mì spaghetti lớn nhất được thiết lập vào tháng 3 năm 2009 và được thiết lập lại vào tháng 3 năm 2010 khi một nhà hàng Buca di Beppo ở Garden Grove, California, lấp đầy một bể bơi với hơn 6.250 kg (13.780 lb) pasta.

## Trong văn hóa đại chúng
Thuật ngữ Spaghetti Western đã được sử dụng bởi các nhà phê bình Mỹ và những người ở các quốc gia khác vì hầu hết phim Viễn Tây được sản xuất ở châu Âu đều được sản xuất và đạo diễn bởi người Ý.
Chương trình truyền hình BBC Panorama giới thiệu một chương trình chơi khăm về vụ thu hoạch mì ống ở Thụy Sĩ vào ngày Cá Tháng Tư năm 1957.
Mã Spaghetti có nghĩa là mã viết dở.